# Aidésia (philosophe)
Pour les articles homonymes, voir Aedesia (homonymie).
Aedesia ou Aidesia (en grec ancien : Αἰδεσία / Aidésía) est une philosophe grecque de l'école néoplatonicienne qui vivait à Alexandrie au cinquième siècle de notre ère.

## Biographie
Elle est parente avec Syrianos et la femme d'Hermias d'Alexandrie, et était également célébrée pour sa beauté et ses vertus. Après la mort de son mari, elle se consacre à soulager les besoins des personnes en détresse et à l'éducation de ses enfants, Ammonios et Héliodore. Elle accompagne ce dernier à Athènes, où ils se mettent à l'étude de la philosophie, et elle est reçue avec distinction par tous les philosophes s'y trouvant, et surtout par Proclus, à qui elle avait été fiancée par Syrianos, quand elle était très jeune. Elle a vécu à un âge considérable, et son oraison funèbre a été prononcée par Damascios, qui était alors un jeune homme, en Vers hexamètres,.

## Sources
- Cet article intègre du contenu d'une publication du domaine public : (en) « Aedesia », dans Dictionary of Greek and Roman Biography and Mythology, 1870